# كوري فوستر
كوري فوستر هو لاعب هوكي الجليد كندي، ولد في 27 أكتوبر 1969 في أوتاوا في كندا.

## وصلات خارجية
- كوري فوستر على موقع دوري الهوكي الوطني (الإنجليزية)
- كوري فوستر على موقع EliteProspects.com (الإنجليزية)
- كوري فوستر على موقع HockeyDB.com (الإنجليزية)
- كوري فوستر على موقع Hockey-Reference.com (الإنجليزية)